# Opération Alsos (URSS)
Ne doit pas être confondu avec Opération Alsos.

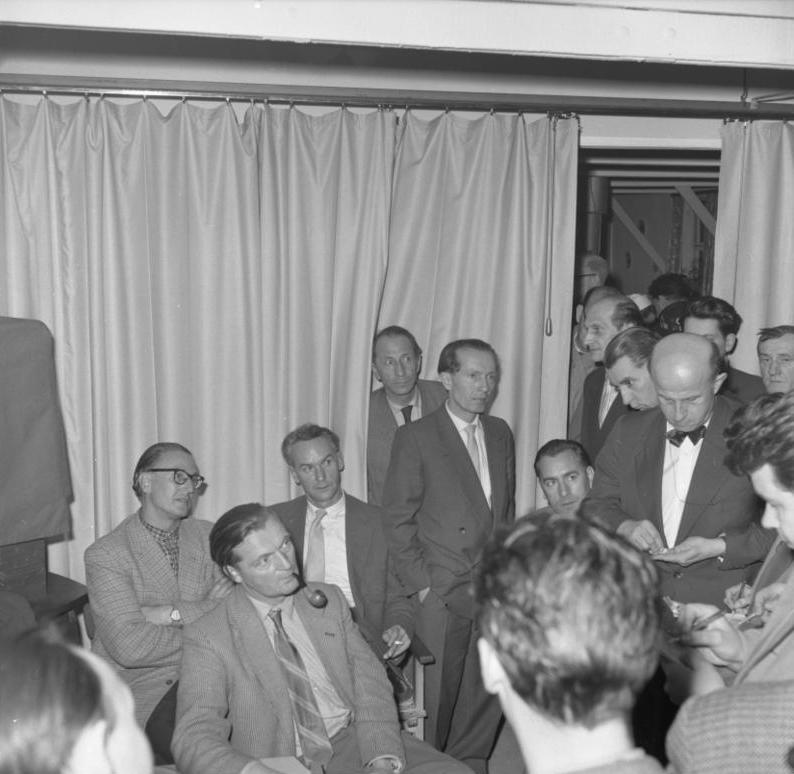
Scientifiques allemands rapatriés de Soukhoumi en février 1958.

L’opération Alsos soviétique était une opération qui eut lieu au début de 1945 en Allemagne, en Autriche et en Tchécoslovaquie, et dont les objectifs étaient l'exploitation des installations atomiques allemandes, du savoir intellectuel associé, des ressources matérielles et du personnel scientifique au profit du projet de bombe atomique soviétique.
Les scientifiques soviétiques, aidés grandement par l'espionnage soviétique du projet Manhattan, auraient éventuellement pu construire leur première bombe atomique sans exploiter la technologie et les scientifiques allemands. Cependant, la contributions des scientifiques allemands est corroborée par les nombreux prix d'État de l'URSS et d'autres prix décernés dans le sillage du deuxième essai de la bombe atomique soviétique (une bombe atomique à base d'uranium) ; les prix pour la production d'uranium et la séparation isotopique étaient prépondérants. L'acquisition par les Soviétiques d'une importante quantité d'uranium immédiatement avant et peu après la fin de la Seconde Guerre mondiale fut importante, à la fois, pour le premier essai de bombe atomique soviétique (une bombe atomique à base de plutonium qui a nécessité un réacteur à uranium pour la production de plutonium), et pour le second essai. Cela leur a permis d’économiser une année de leur propre aveu.

## Contexte
Vers la fin et après la fin de la Seconde Guerre mondiale en Europe, l'Union soviétique et les puissances occidentales avaient des programmes pour favoriser le transfert de technologie et exploiter les spécialistes techniques allemands. Par exemple, les États-Unis avaient lancé l'opération Paperclip,, et l'Union soviétique avait les brigades trophée (Трофейные бригады) qui avançaient avec leurs forces militaires. Dans le domaine de la technologie atomique, les États-Unis avaient lancé l’opération Alsos et l'Union soviétique avait également sa propre version. Bien que les aspects opérationnels de l'opération soviétique fussent façonnés d’après les brigades trophée, une approche plus raffinée était justifiée pour l'exploitation des installations atomiques allemandes, des ressources intellectuelles associées, et du personnel scientifique. Cette situation fut corrigée par un décret à la fin de 1944 et la formation d'équipes d'exploitation spécialisées au début de 1945. Toutefois, l’opération soviétique Alsos avait des objectifs plus larges, qui incluaient la relocalisation du gros des installations scientifiques en Union soviétique.

## Équipes spécialisées
Le 18 septembre 1944, un décret créait un groupe de travail spécialisé au sein de la 9e Direction (Главное Управление, Glavnoe Upravlenie) du NKVD pour soutenir le travail des scientifiques allemands « invités » en Union soviétique. Le chef de la Direction était le colonel général Avram Pavlovitch Zaveniaguine,.
Le 23 mars 1945, dans le bureau de Staline, Beria suggéra que des équipes spécialisées fussent envoyées en Allemagne pour rechercher la technologie atomique et le personnel associé. Le lendemain, il demanda à Igor Kourtchatov, chef du Laboratoire no 2, de présenter les exigences de formation des équipes de recherche spécialisés destinées à être envoyées en Allemagne, en Autriche et en Tchécoslovaquie. Ce jour-là, Beria signa également une directive chargeant son adjoint, Zaveniaguine, de l'opération destinée à localiser et à déporter les scientifiques atomiques allemands ou toute autre personne qui pourrait être utile pour le projet de bombe atomique soviétique. Les questions opérationnelles des équipes furent affectées au SMERSH, organisation du contre-espionnage militaire. Deux membres du Laboratoire no 2, Lev Andreïevitch Artsimovitch et Iouli Borissovitch Khariton, furent chargés de fournir des conseils scientifiques à l'opération. Alors que l'ensemble du personnel scientifique du Laboratoire no 2, le seul laboratoire atomique soviétique à l'époque, comptait moins de 100 personnes, près de 40 d'entre elles furent envoyées en Allemagne,.

### Équipe de recherche - Allemagne
La bataille de Berlin s’avéra être l'un des derniers grands engagements de la Seconde Guerre mondiale en Europe. La grande majorité des installations scientifiques allemandes se situait à Berlin et dans sa banlieue, cette région devint donc une cible majeure des équipes de recherche atomique. La hâte était nécessaire car les forces militaires américaines approchaient rapidement Berlin. Les troupes soviétiques franchirent le cercle de défense de Berlin le 25 avril 1945, et l'Union soviétique annonça la chute de Berlin le 2 mai. La principale équipe de recherche, dirigée par le colonel général Zaveniaguine, arriva à Berlin le 3 mai. Elle comprenait le colonel général V.A. Makhnjov, et les physiciens nucléaires Iouli Borissovitch Khariton, Isaak Kikoïne, et Lev Andreïevitch Artsimovitch. Gueorgui Nikolaïevitch Fliorov était arrivé plus tôt, bien que Kikoïne ne souvint pas un groupe d'avant-garde. Les objectifs en haut de leur liste incluaient le Kaiser-Wilhelm Institut für Physik (KWIP, Institut de physique Kaiser Wilhelm), l'Université de Berlin, et la Technische Hochschule de Berlin.
Les équipes de recherche occupèrent un bâtiment entier à Berlin-Friedrichshagen, qui était assez grand pour accueillir également les scientifiques allemands récupérés par l'équipe de recherche. Malheureusement pour l'effort soviétique, le KWIP avait, en grande partie, été déplacés en 1943 et 1944 à Hechingen, à la lisière de la Forêt-Noire, qui finit par devenir une partie de la zone d'occupation française. Ce déménagement et un peu de chance permirent aux Américains de prendre en détention un grand nombre de scientifiques allemands associés à la recherche nucléaire (voir Opération Alsos et Opération Epsilon). La seule section de l'institut qui était resté à Berlin était la section de physique des basses températures, dirigée par Ludwig Bewilogua, qui était responsable de la pile à uranium exponentielle.

## Scientifiques allemands

### von Ardenne, Hertz, Thiessen et Volmer
Manfred von Ardenne, directeur de son laboratoire privé Forschungslaboratorium für Elektronenphysik à Berlin-Lichterfelde, Gustav Hertz, lauréat du prix Nobel et directeur du Laboratoire de recherche no II de Siemens à Berlin-Siemensstadt, Peter Adolf Thiessen (en), professeur à l'Université Wilhelms-Friedrich (aujourd'hui l'Université Humboldt de Berlin) et directeur du Kaiser-Wilhelm Institut für physikalische Chemie und Elektrochemie (Institut de chimie physique et électrochimie de l’institut de l’empereur Guillaume, KWIPC) à Berlin-Dahlem, et Max Volmer, professeur et directeur de l'Institut de chimie Physique à l'université technique de Berlin à Berlin-Charlottenbourg, avaient fait un pacte : celui qui établirait le premier contact avec les Russes parlerait pour le reste du groupe. Les objectifs de leur pacte étaient de trois ordres : (1) prévenir le pillage de leurs instituts, (2) continuer leur travail avec une interruption minimale, et (3) se protéger des poursuites pour tout acte politique passé. Avant la fin de la Seconde Guerre mondiale, Thiessen, un membre du parti nazi, avait pourtant des contacts communistes. Le 27 avril 1945, Thiessen arriva à l'institut de von Ardenne dans un véhicule blindé avec une major de l'armée soviétique, qui était aussi un important chimiste soviétique, et ils donnèrent une lettre à von Ardenne une lettre de protection (Schutzbrief),.
L'institut de von Ardenne fut visité le 10 mai par le colonel-général Makhnjov, accompagné par Artsimovitch, Flerov, Kikoïne et Migouline. À la fin de la réunion, Makhnjov suggéra que von Ardenne continue son travail en Union soviétique. Von Ardenne fut d’accord et le mit par écrit. Le 19 mai, Zaveniaguine informa von Ardenne que le gouvernement soviétique avait proposé que von Ardenne prendre en charge un grand institut de recherche technico-physique et de continuer son travail. Deux jours plus tard, von Ardennes, sa femme, son beau-père, sa secrétaire Elsa Suchland, et le biologiste Wilhelm Menke, furent transportés à Moscou. Peu de temps après, le reste de la famille de von Ardenne et le contenu de son laboratoire furent transportés à l'Union soviétique,,.
Von Ardenne fut nommé à la tête d'un nouvel institut créé pour lui, l’Institut A à Sinop,, une banlieue de Soukhoumi. Dans sa première rencontre avec Lavrenti Beria, von Ardenne fut invité à participer à la construction de la bombe, mais von Ardenne se rendit vite rendu compte que sa participation interdirait son rapatriement en Allemagne, alors il suggéra l’enrichissement isotopique comme objectif, qui a été adopté. Les objectifs de l'Institut A de von Ardenne comprenaient : (1) la séparation électromagnétique des isotopes, dirigé par von Ardenne, (2) les techniques de fabrication de barrières poreuses pour la séparation isotopique, dirigé par Peter Adolf Thiessen, et (3) tes techniques moléculaires pour la séparation des isotopes de l'uranium, dirigé par Max Steenbeck ; Steenbeck était un collègue de Hertz chez Siemens. Alors que Steenbeck développait la théorie du processus de séparation par centrifugation  des isotopes, Gernot Zippe, un Autrichien, dirigea l'effort expérimental du groupe de Steenbeck. Après près de deux décennies, le travail de Steenbeck et Zippe dans le développement de ultracentrifugeuses (centrifugeuse de type Zippe (en)) fut reconnu en Occident comme étant très avancé,.
Le KWIPC était le seul institut du Kaiser-Wilhelm Gesellschaft qui n’avait pas été transféré hors de Berlin en 1943 ou 1944. Thiessen et une douzaine de ses collègues les plus importantes furent envoyés en Union soviétique. À l'Institut A, Thiessen devint le chef du développement des techniques pour la fabrication de barrières poreuses pour la séparation isotopique,.
Tout l'équipement du laboratoire de Hertz et son personnel furent emmenés en Union soviétique. Hertz fut nommé à la tête d'un nouvel institut créé pour lui, l’Institut G, à Agudseri (Agudzery),, à environ 10 km au sud de Soukhoumi et d’une banlieue de Gul'rips (Gulrip'shi). Les sujets confiées à l'Institut G incluaient : (1) La séparation des isotopes par diffusion dans un flux de gaz inertes, dirigé par Gustav Hertz, (2) le développement d'une pompe à condensation, dirigé par Justus Mühlenpfordt (en), (3) la conception et la construction d’un spectromètre de masse pour déterminer la composition isotopique de l'uranium, dirigé par Werner Schütze, (4) le développement de partition de diffusion sans cadre (céramique) pour les filtres, dirigé par Reinhold Reichmann, et (5) le développement d’une théorie de la stabilité et du contrôle d'une diffusion en cascade, dirigé par Heinz Barwich (de),.
Volmer fut initialement affectée à l'Institut G, puis vers la fin de janvier 1946, Volmer fut reaffecté à l'Institut 9 de Nauchno-Issledovatel'skij (NII-9, Institut de recherche scientifique no 9), à Moscou; où il reçut un bureau d'études pour travailler sur la production d'eau lourde. Le groupe de Volmer avec Victor Bayerl (physico-chimiste) et Gustav Richter (physicien) était sous la direction d’Alexandre Mikailovitch Rosen. Ils conçurent un processus de production d'eau lourde et des installations basées sur  de l'ammoniac à contre-courant. L'installation fut construite à Norilsk et achevée en 1948, après quoi l'organisation de Volmer fut transféré au groupe de Zinaida Yershova, qui travaillait sur l'extraction du plutonium des produits de fission.

### Nikolaus Riehl
De 1939 à 1945, Nikolaus Riehl fut le directeur du conseil scientifique de l’Auergesellschaft à Rheinsberg (Brandebourg). En 1939, il se rendit compte que les stocks importants d'uranium résidus de l'extraction du radium, pouvait être utilisés pour l'énergie nucléaire. Il travailla avec le Heereswaffenamt (HWA, Bureau des équipements militaires) qui finalement ordonna la production d'oxyde d'uranium, qui eut lieu dans l'usine Auergesellschaft à Oranienbourg, au nord de Berlin,,.
Vers la fin de la Seconde Guerre mondiale, les Américains, les Britanniques et les forces militaires soviétiques encerclèrent Berlin. Riehl et certains membres de son personnel se rendirent dans un village à l'ouest de Berlin, afin d'essayer d’être dans la zone occupée par les forces britanniques ou américaines. Toutefois, à la mi-mai 1945, avec l'aide de Karl Zimmer, collègue de Riehl, les physiciens nucléaires soviétiques Gueorgui Fliorov et Lev Artsimovitch apparurent un jour dans des uniformes de colonel du NKVD. Les deux colonels demandérent à Riehl de se joindre à eux à Berlin pour quelques jours, où Riehl rencontra physicien nucléaire Iouli Khariton, aussi en uniforme de colonel du NKVD. Riehl fut détenu dans les installations de l'équipe de recherche à Berlin, Friedrichshagen, pendant une semaine. Ce séjour à Berlin se transforma en dix années en Union soviétique. Riehl et son personnel, et leurs familles, furent transportés à Moscou le 9 juillet 1945,,.
De 1945 à 1950, Riehl fut responsable de la production d'uranium à l'usine 12 à Elektrostal (Электросталь). Après la détonation de la bombe à uranium soviétique, la production d'uranium se déroulait bien et la supervision de Riehl n’était plus nécessaire à l'usine no 12. Riehl prit ensuite, en 1950, la direction d'un institut à Sungul', où il resta jusqu'en 1952. La plupart du reste de son équipe fut affectés ailleurs, à l'exception de H.E. Ortmann, A. Baroni (prisonnier de guerre) et Herbert Schmitz (prisonnier de guerre), qui suivirent Riehl. Toutefois, Riehl avait déjà envoyé Born, Catsch, et Zimmer à l'institut en décembre 1947. L'institut à Sungul était responsable de la gestion, du traitement et de l'utilisation des produits radioactifs générés par les réacteurs, ainsi que de radiobiologie, de dosimétrie, et de radiochimie. L'institut fut connu comme le Laboratoire B (en), et il fut supervisé par la 9e direction générale du NKVD (MVD après 1946), la même organisation qui avait supervisé l'opération soviétique Alsos. Le personnel scientifique du Laboratoire B, un Charachka, était à la fois soviétique et allemand, le premier groupe était constitué de détenus essentiellement politiques ou d’exilés, bien que certains membres du personnel fussent des criminels,. (Le laboratoire V, à Obninsk, dirigé par Heinz Pose (en), était aussi un Charachka et travaillait aussi sur le projet de bombe atomique soviétique. D'autres Allemands connus au laboratoire étaient Werner Czulius, Hans Jürgen von Oertzen, Ernst Rexer (en), et Carl Friedrich Weiss.)
Le laboratoire B était connu sous un autre nom (de couverture), Объект 0211, (Ob'ekt 0211 ou Objet 0211), ou objet B,,,. (En 1955, le laboratoire B fut fermé. Certains des membres de son personnel furent transférés ailleurs, mais la plupart d'entre eux furent intégrés dans un nouveau institut d'armes nucléaires, Institut de recherche scientifique 1011, NII-1011, aujourd'hui connu sous le nom de d’Institut russe de recherche scientifique de physique technique du Centre nucléaire de la Russie fédérale, RFYaTs–VNIITF. Le NII-1011 avait la désignation предприятие п/я 0215, c’est-à-dire, l'entreprise à la boîte postale 0215 et Объект 0215; cette dernière désignation fut également utilisé en référence au laboratoire B après sa fermeture et son assimilation dans le NII-1011,,,.)
Un des prisonniers au laboratoire B était le collègue de Riehls au KWIH, Nikolaï Timofeïev-Ressovski, qui, en tant que citoyen soviétique, avait été arrêté par les forces soviétiques à Berlin à la fin de la guerre et finalement condamné à 10 années de Goulag. En 1947, Timofeïev-Ressovski fut sauvé d'un dur camp du Goulag, soigné, et envoyé à Sungul pour terminer sa peine, mais pour travailler sur le projet de bombe atomique soviétique. Au laboratoire B, Timofeïev-Ressovski dirigea un département de recherche de biophysique,,.
Jusqu'au retour de Riehl en Allemagne en juin 1955, que Riehl dû demander et négocier, il fut mis au secret à Agudseri (Agudzery) à partir de 1952. La maison dans laquelle Riehl vivait avait été conçue par Volmer et avait été précédemment occupé par Hertz, quand il était directeur du Laboratoire G.

### Autres personnes
Peu de scientifiques envoyés à l'Union soviétique par Zaveniaguine dans les six premières semaines se plaignirent. Prenons le cas de Heinz Barwich. En plus de ses idées politiques de gauche, il déclara qu'il avait été motivé pour aller travailler en Union soviétique, car il avait 33 ans, il était marié, avait trois enfants avec un quatrième en route, et qu’il était chômeur.
Ludwig Bewilogua, chef de section physique des basses températures du KWIP, était resté en arrière et responsable de la pile à uranium exponentielle après les autres sections furent déplacées à Hechingen. Lui, son personnel et l’intégralité du contenu des installations furent transférés en Union soviétique. D'autres scientifiques, envoyés en Union soviétique, dont Robert Döpel (savant atomiste de Leipzig), Wilhelm Eitel (chimiste), Reinhold Reichmann (séparation isotopique, envoyé à travailler avec Barwich), Gustav Richter (un collègue de Hertz chez Siemens et assigné à la production d’eau lourde au NII-9), W. Schütze (séparations isotopiques et cyclotrons) et Karl Zimmer (physicien atomique et biologiste de l'Institut Kaiser-Wilhelm Gesellschaft de recherche sur le cerveau à Berlin-Buch et travaillant aussi avec Riehl au Auergesellschaft),.
Pour obtenir une appréciation du nombre de personnes envoyés en Union soviétique pour le projet de la bombe atomique soviétique, Oleynikov dit qu'à la fin des années 1940, il y avait près de 300 Allemands qui travaillaient à l’Institut A de von Ardenne, et ils ne constituait pas l'ensemble du personnel de l'institut, mais ne constituait pas l’ensemble du personnel allemand envoyés pour travailler sur le projet de la bombe atomique soviétique.
Les équipes de recherche de Zaveniaguine étaient très agressives pour identifier la technologie et le personnel pouvant travailler sur le projet de bombe atomique soviétique et dans l'envoi du matériel, de l'équipement et du personnel en Union soviétique. Il ne fait aucun doute que le succès de l’opération "Alsos" soviétique influença la même et plus grande opération Osoaviakhim. Dans la nuit du 21 octobre 1946, NKVD et des unités de l'Armée soviétique, commandées par l’adjoint de Beria, le colonel-général Ivan Serov, commencèrent à rassembler des milliers de commandes de scientifiques et de techniciens de toutes sortes dans la zone orientale de l’Allemagne, avec leurs familles, et à les transporter en Union soviétique dans 92 trains différents pour travailler dans l'industrie soviétique de l'armement.

### Prix d'État
En 1947, Ardenne reçut le prix Staline pour son travail de développement d'un microscope électronique. En 1953, avant son retour en Allemagne, il reçut le prix Staline, de première classe, pour ses contributions au projet de bombe atomique; l'argent de ce prix, 100 000 roubles, fut utilisé pour acheter le terrain pour son institut privé en Allemagne de l'Est. Selon un accord passé entre Ardenne et les autorités de l'Union soviétique peu après son arrivée, l'équipement fut apporté en Union soviétique de son laboratoire à Berlin-Lichterfelde ne devait pas être considérés comme des réparations données à l'Union soviétique. Ardenne prit l'équipement avec lui en décembre 1954, quand il rentra en Allemagne de l'Est,.
En 1951, Hertz reçut le prix Staline, de seconde classe, avec Barwich. Hertz resta en Union soviétique jusqu'en 1955, puis rentra en Allemagne de l'Est. Thiessen a reçu le prix Staline, de première classe, pour le développement des technologies d'enrichissement d'uranium. Il alla en Allemagne de l'Est au milieu des années cinquante. Riehl reçut le prix Staline (de première classe), le prix Lénine et fut fait Héros du travail socialiste. Dans le cadre des récompenses, il reçut aussi une datcha à l’ouest de Moscou; mais il ne l’utilisa pas,,. En 1955, il traverse l’ Allemagne de l'Est pour passer en Allemagne de l'Ouest.

## Uranium
Dans les premiers stades, le projet de bombe atomique soviétique avait un besoin critique d'uranium. En mai 1945, le seul laboratoire atomique, le laboratoire no 2, ne disposait que de sept tonnes d'oxyde d'uranium. Le criticité du volume de ce stock peut être réalisée en la comparant aux quantités nécessaires pour le premier réacteur à uranium F-1 et pour leur premier réacteur "A" de production de plutonium dans l'Oural. Le premier chargement de F-1 requerra 46 tonnes. Le premier chargement du réacteur "A" requerra 150 tonnes.
Les équipes de recherche soviétiques déployées en Allemagne, en Autriche et en Tchécoslovaquie étaient conscientes des besoins soviétiques d'uranium. Cependant, le major-général Leslie Groves, directeur du projet Manhattan était également au courant des besoins en uranium de son programme et de ceux du projet de bombe atomique soviétique. Par conséquent, il s’arrangea via l'opération Alsos pour mettre la main sur 1 200 tonnes de minerai d'uranium entreposé dans une mine de sel près de Stassfurt, une zone faisant pourtant partie de la zone d'occupation soviétique selon les accords de la conférence de Yalta. Cette cachette s’avéra renfermer l'essentiel du stock allemand de minerai d'uranium.
Dès que les troupes soviétiques occupèrent Vienne, une équipe de recherche fut envoyée en Autriche. Vladimir Shevchenko, directeur de la recherche scientifique Institut no 9 (NII-9), et le scientifique atomique Igor Nikolaïevitch Golovin du laboratoire no 2 restèrent à Vienne du 13 avril au 10 mai 1945. À Vienne, ils interviewèrent des scientifiques de l'Institut du Radium de l'Académie des sciences et du Deuxième Institut de physique de l'Université de Vienne. L'information recueillie donna un aperçu des organisations allemandes impliquées dans le projet uranium, y compris les sociétés potentiellement engagées dans la production d'uranium métallique. Dans un bâtiment de l’Auergesellschaft là, ils récupérèrent 340 kg d'uranium métallique, un premier lot de ce qui allait être trouvé en Allemagne, l’Auergesellschaft était le producteur principal d’uranium,.
Les installations d’Auergesellschaft à Oranienbourg disposaient de près 100 tonnes d'oxyde d'uranium assez pur, qu’une équipe de recherche trouva. Le 15 mars 1945, 612 Boeing B-17 Flying Fortress de la Huitième Air Force américaine avaient bombardé l'installation pour empêcher l’accès aux Soviétiques des travaux réalisés sur ce site. L'Union soviétique saisit cet uranium à titre de réparation, qui représentait entre 25 % et 40 % de l'uranium pris en Allemagne et en Tchécoslovaquie à la fin de la guerre. Khariton affirma que l'uranium trouvé permit de gagner une année à l'Union soviétique à son projet de bombe atomique,,,.
Khariton et Kikoin, ne sachant rien de la découverte d’Oranienbourg, commencèrent des recherches intensives de leur côté. Lors d’une inspection d’une usine dans le quartier de Grunau, ils apprirent que la société Rohes avait expédié plusieurs centaines de tonnes d'uranium, mais ils ne purent déterminer la destination finale. À Potsdam, ils déterminèrent le nom du chef du bureau belge de Rohes. Les services de contre-espionnage militaire, le SMERSH, fut mis à contribution pour trouver et arrêter l'homme et l'amener à les deux physiciens. Interrogé par le SMERSH, l'homme  révéla que l'uranium était à Neustadt. Malheureusement, il y avait environ 20 villes en Allemagne avec ce nom, 10 d'entre elles étaient dans la zone d'occupation soviétique. À Neustadt-Glewe, ils trouvèrent plus de 100 tonnes d'oxyde d'uranium. Une autre découverte majeure pour le projet de bombe atomique soviétique.